# Thallochrysidaceae
Famille
Les Thallochrysidaceae sont une famille d'algues de l'embranchement des Ochrophyta de la classe des Chrysophyceae et de l'ordre des Thallochrysidales.
Le genre Thallochrysis a été découvert en 1913 à Nieuport (Belgique) dans un fossé d'eau saumâtre dite « fosse à Ruppia ». 

## Étymologie
Le nom vient du genre type Thallochrysis, dérivé du grec θαλλός / thallós, « jeune pousse », et χρυσός / khrusos, « couleur or ».

## Description
Le Thallochrysis se présente sous la « forme de petite masse floconneuses… constituées par des agrégats « thalloides »… de cellules généralement rectangulaires, polygonales ou arrondies ».

## Liste des genres
Selon AlgaeBase (3 février 2022) :
- Thallochrysis  W.Conrad, 1914

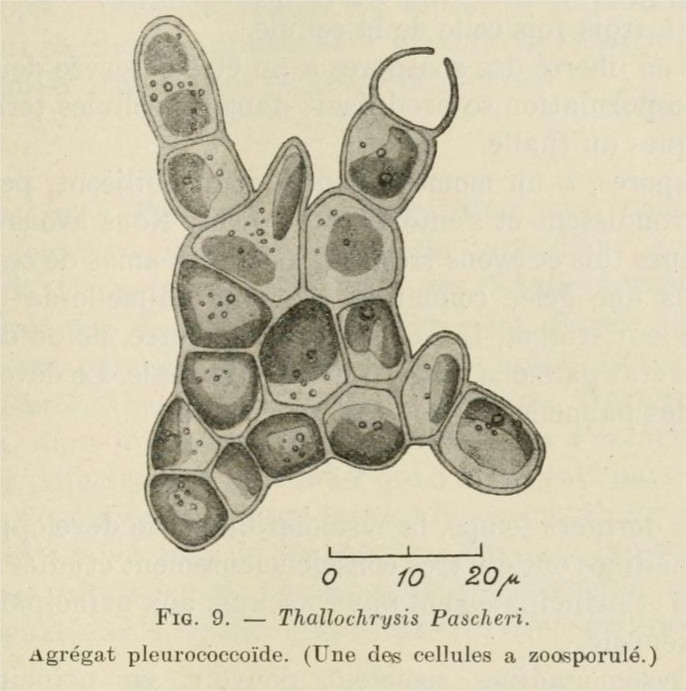
Thallochrysis pascheri (agrégat pleurococcoide).